# Навабах
Навабах (урд. نوابشاہ) је град у Пакистану у покрајини Синд. Према процени из 2006. у граду је живело 236.473 становника.

## Становништво
Према процени, у граду је 2006. живело 236.473 становника.
| 1981.   | 1998.   | 2006.   |
| ------- | ------- | ------- |
| 102.139 | 183.110 | 236.473 |